# Мішен-Гіллс (Канзас)
Мішен-Гіллс (англ. Mission Hills) — місто (англ. city) в США, в окрузі Джонсон штату Канзас. Населення — 3594 особи (2020).

## Географія
Мішен-Гіллс розташований за координатами 39°0′51″ пн. ш. 94°37′3″ зх. д. / 39.01417° пн. ш. 94.61750° зх. д. (39.014035, -94.617552).  За даними Бюро перепису населення США в 2010 році місто мало площу 5,24 км², з яких 5,23 км² — суходіл та 0,00 км² — водойми.

## Демографія
Згідно з переписом 2010 року, у місті мешкало 3498 осіб у 1253 домогосподарствах у складі 1066 родин. Густота населення становила 668 осіб/км².  Було 1326 помешкань (253/км²).
Расовий склад населення:
| - 96,8 % — білих - 1,5 % — азіатів - 0,2 % — корінних американців - 0,2 % — чорних або афроамериканців |

До двох чи більше рас належало 1,1 %. Частка іспаномовних становила 1,8 % від усіх жителів.
За віковим діапазоном населення розподілялося таким чином: 28,4 % — особи молодші 18 років, 53,5 % — особи у віці 18—64 років, 18,1 % — особи у віці 65 років та старші. Медіана віку мешканця становила 47,1 року. На 100 осіб жіночої статі у місті припадало 94,7 чоловіків;  на 100 жінок у віці від 18 років та старших — 96,5 чоловіків також старших 18 років.
Середній дохід на одне домашнє господарство  становив 328 335 доларів США (медіана — 229 625), а середній дохід на одну сім'ю — 344 014 долари (медіана — 249 844). За межею бідності перебувало 2,7 % осіб, у тому числі 2,1 % дітей у віці до 18 років та 7,0 % осіб у віці 65 років та старших.
Цивільне працевлаштоване населення становило 1456 осіб. Основні галузі зайнятості: фінанси, страхування та нерухомість — 23,2 %, науковці, спеціалісти, менеджери — 21,7 %, освіта, охорона здоров'я та соціальна допомога — 18,7 %.